# GP2
Серия GP2 или просто GP2 — класс автогонок, представленный в 2005 после прекращения поддержки другой серии Формулы-1 — Формулы-3000. Формат был задуман Берни Экклстоуном и Флавио Бриаторе, в то время как Экклстоун также является обладателем прав на название GP1. В 2010 был запущен младший класс GP3, в качестве серии поддержки GP2 .
Серия была разработана, чтобы сделать гонки доступными для команд и создать идеальную школу перед Формулой-1. В GP2 поставили обязательные условия для всех команд, а именно использование одинаковых шасси, двигателя и поставщика шин, с тем чтобы в полной мере раскрыть способности гонщика. Все этапы, за исключением трёх, проходили в рамках гонок поддержки в гоночные уик-энды Формулы-1, как и соответствует заявленному, чтобы дать опыт пилотам в среде Гран-при и использовать в своих интересах инфраструктуру (маршалы, медицинские учреждения) на месте соревнования. GP2 посещала Международный автодром Бахрейна в 2005 и 2007, все остальные гонки происходили в Европейских странах.
Для многих пилотов GP2 стала последней ступенью перед Формулой-1. Чемпион 2005 года Нико Росберг был нанят командой Williams для участия сезоне 2006 Формулы-1, Победитель GP2 2006 года Льюис Хэмилтон осуществил свой переход в следующем году за McLaren и чемпион 2007 года Тимо Глок отправился в Toyota в 2008. А также вице-чемпионы - Хейкки Ковалайнен (2005), Нельсиньо Пике (2006) и Лукас Ди Грасси (2007) стали тест-пилотами команды Renault на следующий год. Первые два впоследствии стали пилотами этой команды, а Лукас Ди Грасси в 2010 году был боевым пилотом команды Virgin Racing. Пилотами Формулы-1 также становились Скотт Спид (3-е место в 2005, Scuderia Toro Rosso), Кадзуки Накадзима (5-е место в 2007, Williams), Себастьен Буэми (5-е место в 2008, Scuderia Toro Rosso). В 2008 году впервые в Формулу-1 не смог попасть ни чемпион Джорджо Пантано (стоит отметить, что он выступал в Формуле-1 в 2004 году за команду Jordan), ни вице-чемпион Бруно Сенна (выступал в Формуле-1 с 2010 года по 2012, успев сменить 3 команды: HRT, Lotus Renault и Williams).
Чемпион серии 2009 года Нико Хюлькенберг подписал контракт основного пилота на 2010 год с командой Формулы-1 Williams. Также в Формулу-1 перешли: бронзовый призёр серии Лукас ди Грасси (команда Virgin Racing); Камуи Кобаяси (дебютировал в Формуле-1 в 2009 году в составе команды Toyota, на 2010 год подписал контракт основного пилота с командой BMW Sauber); Ромен Грожан (дебютировал в Формуле-1 в 2009 году в составе команды Renault, на 2010 год контракт не продлён).
Вице-чемпион 2009 года 25-летний Виталий Петров (Россия) подписал трехлетний контракт (по системе 1+2) с одной из самых известных команд главной гоночной серии (Формулы-1)— Renault F1. Через год команда была переименована в Lotus Renault GP, Виталий Петров провел в ней ещё один сезон. В 2012 году Петров выступал за команду Caterham F1 Team.
Чемпион 2010 года Пастор Мальдонадо в 2011 году выступает за команду Williams. Вице-чемпион Серхио Перес выступал за команду Sauber, а с 2013 за команду McLaren.
В 2011 году было объявлено о соединении GP2 с азиатским чемпионатом GP2 Asia Series.
9 марта 2017 года на заседание Всемирного Совета ФИА было принято решение о переименовании серии в Формулу 2.

## Болиды GP2
Болид GP2 используют все команды. Он основан на шасси Dallara, двигателе Renault V8 и шинах Pirelli (с 2011).
ШассиСпецификация болида 2006 года разработана компанией Dallara Automobili. Болид GP2 2006 года оснащён двойным задним антикрылом, тройное заднее антикрыло использовалось лишь в 2005 на гонке в Монако. Передние верхние и нижние поперечные рычаги автомобильной подвески были укреплены, также как передняя и задняя подвеска. Полная масса: 688 кг. Топливный бак: 125 л.
ДвигательДвигатель Renault V8 объёмом 4 литра мощностью 612 л.с. при 10000 об/мин. Крутящий момент 500 Нм при 8000 об/мин. Ресурс: 3500-4000 км.
Коробка передачКоробка передач 2006 года разработана компанией GearTek и включает в себя: 6 скоростей + задняя передача. Продольная полуавтоматическая коробка передач с электронным управлением, дифференциал пониженного трения.
ШиныВплоть до 2005 года в серии применялись шины с канавками, но в 2006-м правила были изменены в угоду сликам. Выбор класса покрышек определяется поставщиком и организаторами серии GP2 перед каждым соревнованием.
До 2010 года включительно монопольным поставщиком шин в серии GP2 была японская компания Bridgestone. Она поставляла три состава сликов для сухой погоды (soft (рус. мягкий), medium (рус. средний) и hard (рус. жёсткий)), а также для дождевой погоды. На период же следующих двух сезонов — с 2011 по 2013 гг. — руководство серии заключило договор с итальянским производителем покрышек Pirelli.
Другие составляющиеBrembo поставляет новую разработку моноблоковых тормозов и колёсные диски, эксклюзивно для GP2. 
 Болид также включает внутренние модернизации охлаждения, новый водяной радиатор, трубка радиатора, бензиновый/водяной теплообменник, новые масляные и водяные трубы и новые кронштейны установки теплообменника.
ПроизводительностьБлагодаря исследованиям и предсезонным тестам выяснилось что модель 2005 года способна разгоняться от 0 до 200 км/ч за 6.7 секунды. Максимальная скорость 320 км/ч, таким образом быстрее этого болида лишь болиды Формулы-1 и IndyCar. Говорилось что болид будет примерно на 10 секунд с круга медленнее болида Формулы-1.

## Гоночный уик-энд
В пятницу у пилотов есть 30-минутная сессия свободных заездов и длящаяся также 30 минут квалификация. Квалификационная сессия показывает, с какого места будут стартовать гонщики в субботней гонке, дистанция которой составляет 170 километров, но не более 60 минут (за исключением Монако и Будапешта, где дистанция ограничена 140км и 160км соответственно).
Во время субботней гонки каждый гонщик обязан пройти пит-стоп и сменить как минимум два колеса.
В воскресенье проходит спринт дистанцией 120 километров, но не более 45 минут (за исключением Монако, где дистанция ограничена 100км). Стартовая решётка распределяется по результатам финиша в субботу: первая восьмёрка переворачивается, то есть пилот, который финишировал восьмым в субботу, будет стартовать с первой позиции, а победитель - с восьмого места.

## Система начисления очков
- Поул-позиция в субботней гонке: 2 очка.

| Система начисления очков в 1-й гонке | Система начисления очков в 1-й гонке | Система начисления очков в 1-й гонке | Система начисления очков в 1-й гонке | Система начисления очков в 1-й гонке | Система начисления очков в 1-й гонке | Система начисления очков в 1-й гонке | Система начисления очков в 1-й гонке |
| 1                                    | 2                                    | 3                                    | 4                                    | 5                                    | 6                                    | 7                                    | 8                                    |
| ------------------------------------ | ------------------------------------ | ------------------------------------ | ------------------------------------ | ------------------------------------ | ------------------------------------ | ------------------------------------ | ------------------------------------ |
| 10                                   | 8                                    | 6                                    | 5                                    | 4                                    | 3                                    | 2                                    | 1                                    |

| 6 | 5 | 4 | 3 | 2 | 1 |

- Быстрый круг: 1 очко в каждой гонке. Гонщик, показавший быстрейший круг, должен пройти 90% гоночной дистанции. Гонщик также должен стартовать со своей позиции (то есть не с пит-лейн), а также с 2008 года, чтобы получить очко за быстрый круг, надо финишировать в первой десятке.

С этой системой начисления очков максимальное количество очков, которое можно заработать за этап, равно 20. Для этого надо стартовать с поул-позиции, выиграть обе гонки и показать в них быстрейшие круги. Это удалось лишь двум пилотам GP2 бразильцу Нельсиньо Пике и немцу Нико Хюлькенбергу. Они набрали максимальные 20 очков на девятом этапе сезона 2006 в Венгрии и на пятом этапе сезона 2009 в Германии соответственно.
- В сезоне 2012 система начисления очков была изменена.

| Система начисления очков в 1-й гонке | Система начисления очков в 1-й гонке | Система начисления очков в 1-й гонке | Система начисления очков в 1-й гонке | Система начисления очков в 1-й гонке | Система начисления очков в 1-й гонке | Система начисления очков в 1-й гонке | Система начисления очков в 1-й гонке | Система начисления очков в 1-й гонке | Система начисления очков в 1-й гонке |
| 1                                    | 2                                    | 3                                    | 4                                    | 5                                    | 6                                    | 7                                    | 8                                    | 9                                    | 10                                   |
| ------------------------------------ | ------------------------------------ | ------------------------------------ | ------------------------------------ | ------------------------------------ | ------------------------------------ | ------------------------------------ | ------------------------------------ | ------------------------------------ | ------------------------------------ |
| 25                                   | 18                                   | 15                                   | 12                                   | 10                                   | 8                                    | 6                                    | 4                                    | 2                                    | 1                                    |

| Система начисления очков во 2-й гонке | Система начисления очков во 2-й гонке | Система начисления очков во 2-й гонке | Система начисления очков во 2-й гонке | Система начисления очков во 2-й гонке | Система начисления очков во 2-й гонке | Система начисления очков во 2-й гонке | Система начисления очков во 2-й гонке |
| 1                                     | 2                                     | 3                                     | 4                                     | 5                                     | 6                                     | 7                                     | 8                                     |
| ------------------------------------- | ------------------------------------- | ------------------------------------- | ------------------------------------- | ------------------------------------- | ------------------------------------- | ------------------------------------- | ------------------------------------- |
| 15                                    | 12                                    | 10                                    | 8                                     | 6                                     | 4                                     | 2                                     | 1                                     |

- Поул-позиция в субботней гонке: 4 очка. Лучший круг в каждой гонке: 2 очка. Таким образом, максимальное количество очков за весь уик-энд — 48.

## Трассы
|  | - Имола, Италия (2005—2006) - Хоккенхаймринг, Германия (2005—2006, 2008, 2010, 2012, 2014) - Нюрбургринг, Германия (2005—2007, 2009, 2011, 2013) - Сахир, Бахрейн (2005, 2007, 2012—2015) - Спа-Франкоршам, Бельгия (2005, 2007—2016) - Маньи-Кур, Франция (2005—2008) - Истанбул Парк, Турция (2005—2009) | - Сильверстоун, Великобритания (2005—2016) - Хунгароринг, Венгрия (2005—2016) - Монте-Карло, Монако (2005—2016) - Каталунья, Испания (2005—2016) - Монца, Италия (2005—2016) - Валенсия, Испания (2006—2008) - Марина Бей, Сингапур (2008—2013) | - Алгарве, Португалия (2009) - Яс Марина, ОАЭ (2010—2011, 2013—2016) - Сепанг, Малайзия (2012—2013) - Сочи Автодром, Россия (2014—2015) - Ред Булл Ринг, Австрия (2014—2016) - Баку (трасса), Азербайджан (2016) |

## Чемпионы

### Личный зачёт
| Год  | Чемпион                            | Вице-чемпион                          | Бронзовый призёр                                |
| ---- | ---------------------------------- | ------------------------------------- | ----------------------------------------------- |
| 2005 | Нико Росберг ART Grand Prix        | Хейкки Ковалайнен Arden International | Скотт Спид iSport International                 |
| 2006 | Льюис Хэмилтон ART Grand Prix      | Нельсиньо Пике Piquet Sports          | Александер Према ART Grand Prix                 |
| 2007 | Тимо Глок iSport International     | Лукас ди Грасси ART Grand Prix        | Джорджо Пантано Campos Grand Prix               |
| 2008 | Джорджо Пантано Racing Engineering | Бруно Сенна iSport International      | Лукас ди Грасси Barwa International Campos Team |
| 2009 | Нико Хюлькенберг ART Grand Prix    | Виталий Петров Barwa Addax Team       | Лукас ди Грасси Fat Burner Racing Engineering   |
| 2010 | Пастор Мальдонадо Rapax            | Серхио Перес Barwa Addax Team         | Жюль Бьянки ART Grand Prix                      |
| 2011 | Роман Грожан DAMS                  | Лука Филиппи Scuderia Coloni          | Жюль Бьянки Lotus ART                           |
| 2012 | Давиде Вальсекки DAMS              | Луис Разия Arden International        | Эстебан Гутьеррес Lotus GP                      |
| 2013 | Фабио Ляймер Racing Engineering    | Сэм Бёрд Russian Time                 | Джеймс Каладо Lotus GP                          |
| 2014 | Джолион Палмер DAMS                | Стоффель Вандорн ART Grand Prix       | Фелипе Наср Carlin                              |
| 2015 | Стоффель Вандорн ART Grand Prix    | Александр Росси Racing Engineering    | Сергей Сироткин Rapax Team                      |
| 2016 | Пьер Гасли Prema Racing            | Антонио Джовинацци Prema Racing       | Сергей Сироткин ART Grand Prix                  |

### Командный зачёт
| Год  | Чемпион                         | Вице-чемпион         | Бронзовый призёр     |
| ---- | ------------------------------- | -------------------- | -------------------- |
| 2005 | ART Grand Prix                  | Arden International  | Super Nova Racing    |
| 2006 | ART Grand Prix                  | Piquet Sports        | iSport International |
| 2007 | iSport International            | ART Grand Prix       | Campos Grand Prix    |
| 2008 | Barwa International Campos Team | iSport International | Piquet Sports        |
| 2009 | ART Grand Prix                  | Barwa Addax Team     | Super Nova Racing    |
| 2010 | Rapax                           | Barwa Addax Team     | ART Grand Prix       |
| 2011 | Barwa Addax Team                | DAMS                 | Racing Engineering   |
| 2012 | DAMS                            | Lotus GP             | Arden International  |
| 2013 | Russian Time                    | Carlin               | Racing Engineering   |
| 2014 | DAMS                            | Carlin               | ART Grand Prix       |
| 2015 | ART Grand Prix                  | Racing Engineering   | DAMS                 |
| 2016 | Prema Powerteam                 | Racing Engineering   | Russian Time         |

## Сезоны

### 2005
Сезон 2005 стал первым в истории чемпионата, после распада Формулы-3000. Arden International, выигравшая последние титулы в Ф3000, начинала сезон в качестве одного из фаворитов.
Сезон 2005 начался 23 апреля 2005 в рамках уик-энда Гран-при Сан-Марино на Автодроме Энцо и Дино Феррари в Имоле, Италии. На предсезонных тестах распределись номера болидов дебютного сезона, лучшие результаты на них показали команды iSport International и HiTech/Piquet Racing. Последняя команда была основано в первую очередь благодаря трёхкратному чемпиону Формулы-1 Нельсону Пике, который помогает своему сыну во всей формульной карьере.
Чемпионат состоял из 23 гонок, по две в каждый уик-энд исключая единственную гонку в Монако. Сезон был выигран немцем Нико Росбергом, который впоследствии был нанят командой Williams.

### 2006
Сезон 2006 стал вторым сезоном серии. Появилось две новых команды Trident Racing и объединённая с Coloni Motorsport Fisichella Motor Sport команда пилота Формулы-1 Джанкарло Физикеллы. После того как обладатель титула ушёл в Williams, а вице-чемпион Хейкки Ковалайнен стал резервным пилотом Renault, Нельсиньо Пике на болиде Piquet Sports был в ранге фаворитов, хотя обладатели машин ART Grand Prix Александр Према и Льюис Хэмилтон также имели отличные шансы, так как ART являлась действующим чемпионом.
Впервые сезон отличался от расписания сезона 2006 Формулы-1, стартовав на трассе в Валенсии, Испания 8 апреля 2006 Нельсиньо Пике стал первым победителем.
Первоначально лидировал Пике, прежде чем Льюис Хэмилтон стал его нагонять. Доминирование на отдельных этапах сделало его лидером чемпионата, но потом баланс снова сместился в сторону Пике.
После захватывающего сражения в чемпионате, длящегося 20 гонок, Хэмилтон подтвердил титул в предпоследней гонки на Автодроме Монца в Монце, Италия и отпраздновал титул со вторым местом на 21-й финальной гонке.

### 2007
Сезон 2007 начался 13 апреля на трассе Сахир и завершился 30 сентября на трассе Валенсия. Единственным соперником для доминировавшего Тимо Глока стал бразилец Лукас Ди Грасси, однако, на последней гонке в Валенсии Глок подтвердил свой титул.

### 2008
В сезоне 2008 GP2 остались все предыдущие команды. Это был первый сезон где был сменён дизайн болида компанией Dallara под названием GP2/08, это была единственная машина кроме болидов Формулы-1, которая смогла полностью пройти краш-тесты FIA. Сезон был выигран «ветераном» серии итальянцем Джорджо Пантано за команду Racing Engineering, племянник легендарного Айртона Сенны Бруно завершил сезон в ранге вице-чемпиона.

### 2009
Сезон 2009 начался и закончился на Иберийском полуострове. Открывал чемпионат автодром в Каталуньи, Испания (9-10 мая), а закрывал Алгарве, Португалия (19-20 сентября). Чемпионский титул на предпоследнем этапе в Монце, Италия завоевал Нико Хюлькенберг.

### 2010
Чемпионат включал в себя десять этапов, все из которых были гонками поддержки Формулы 1.
Чемпионом стал  Пастор Мальнонадо, одержав рекордные шесть побед в середине сезона. Вторым стал Серхио Перес, проигравший в упорной борьбе на предпоследнем этапе Монце.

### 2011
Главным триумфатором сезона стал  Ромен Грожан, одержавший пять побед. Второе место занял итальянский пилот Лука Филиппи. Тройку лидеров замкнул француз Жюль Бьянки.

### 2012
В 2012 году серия GP2 была расширена — в неё включили этапы в Малайзии, Бахрейне и Сингапуре в рамках поддержки основных этапов чемпионата мира по автогонкам в классе Формула-1. Чемпионом стал Давиде Вальсекки, выступавший за DAMS. Вторым стал Луис Разия, а третьим — Эстебан Гутьеррес.

### 2013
В этом сезоне участвовала российская команда Russian Time, заменившая iSport International. Она и выиграла командный зачёт. Победителем сезона стал Фабио Ляймер (Racing Engineering), за ним последовали Сэм Бёрд и Джеймс Каладо.

### 2014
Сезон 2014 года — десятый по счёту. Чемпионский титул завоевал Джолион Палмер, набрав 276 очков. Второе место занял Стоффель Вандорн, замкнул тройку лидеров Фелипе Наср.

### 2015
В сезоне 2015 года чемпионский титул завоевал Стоффель Вандорн, набрав 341,5 очков. Второе место занял Александр Росси, замкнул тройку лидеров россиянин Сергей Сироткин.

### 2016
Сезон будет последним для поколения шасси GP2/11. Чемпионский титул завоевал Пьер Гасли, набрав 219 очков. Второе место занял итальянец Антонио Джовинацци, замкнул тройку лидеров, как и годом ранее, россиянин Сергей Сироткин.

## Пилоты, перешедшие в Формулу 1
| Пилот              | Сезоны в GP2 | Гран-при | Победы | Подиумы | Сезоны в F1                  | Первая команда            | Гран-при | Победы | Поул-позиции | Подиумы |
| ------------------ | ------------ | -------- | ------ | ------- | ---------------------------- | ------------------------- | -------- | ------ | ------------ | ------- |
| Нико Росберг       | 2005         | 23       | 5      | 12      | 2006 — 2016                  | Williams                  | 206      | 23     | 30           | 57      |
| Хейкки Ковалайнен  | 2005         | 23       | 5      | 12      | 2007 — 2012                  | Renault                   | 112      | 1      | 1            | 4       |
| Скотт Спид         | 2005         | 23       | 0      | 5       | 2006 — 2007                  | Toro Rosso                | 28       | 0      | 0            | 0       |
| Льюис Хэмилтон     | 2006         | 21       | 5      | 14      | 2007 — 2025                  | Vodafone McLaren Mercedes | 360      | 105    | 104          | 202     |
| Нельсиньо Пике     | 2005 — 2006  | 44       | 5      | 13      | 2008 — 2009                  | Renault                   | 28       | 0      | 0            | 1       |
| Тимо Глок          | 2006 — 2007  | 42       | 7      | 15      | 2004, 2008—2012              | Toyota                    | 95       | 0      | 0            | 3       |
| Кадзуки Накадзима  | 2007         | 21       | 0      | 6       | 2007 — 2009                  | Williams                  | 36       | 0      | 0            | 0       |
| Бруно Сенна        | 2007 — 2008  | 41       | 3      | 9       | 2010 — 2012                  | Hispania                  | 23       | 0      | 0            | 0       |
| Сакон Ямамото      | 2007 — 2008  | 21       | 0      | 0       | 2006 — 2007, 2010            | Super Aguri               | 21       | 0      | 0            | 0       |
| Себастьен Буэми    | 2007 — 2008  | 31       | 2      | 5       | 2009 — 2011                  | Toro Rosso                | 55       | 0      | 0            | 0       |
| Нико Хюлькенберг   | 2009         | 21       | 5      | 10      | 2010, 2012—2020, 2022 — 2025 | Williams                  | 248      | 0      | 1            | 0       |
| Виталий Петров     | 2006 — 2009  | 69       | 4      | 11      | 2010 — 2012                  | Renault                   | 58       | 0      | 0            | 1       |
| Лукас ди Грасси    | 2006 — 2009  | 75       | 5      | 21      | 2010                         | Virgin                    | 19       | 0      | 0            | 0       |
| Камуи Кобаяси      | 2008 — 2009  | 40       | 1      | 2       | 2009 — 2012, 2014            | Toyota                    | 76       | 0      | 0            | 1       |
| Карун Чандхок      | 2007 — 2009  | 61       | 2      | 5       | 2010 — 2011                  | Hispania                  | 11       | 0      | 0            | 0       |
| Пастор Мальдонадо  | 2007 — 2010  | 73       | 10     | 18      | 2011 — 2015                  | Williams                  | 96       | 1      | 1            | 1       |
| Серхио Перес       | 2009 — 2010  | 40       | 5      | 9       | 2011 — 2024                  | Sauber                    | 284      | 6      | 3            | 39      |
| Жером Д'Амброзио   | 2008 — 2010  | 58       | 1      | 7       | 2011 — 2012                  | Virgin                    | 20       | 0      | 0            | 0       |
| Ромен Грожан       | 2008 — 2011  | 54       | 9      | 21      | 2009, 2012—2019              | Lotus                     | 144      | 0      | 1            | 10      |
| Шарль Пик          | 2010 — 2011  | 38       | 3      | 8       | 2012 — 2013                  | Marussia                  | 39       | 0      | 0            | 0       |
| Жюль Бьянки        | 2010 — 2011  | 38       | 1      | 10      | 2013 — 2014                  | Marussia                  | 34       | 0      | 0            | 0       |
| Гидо ван дер Гарде | 2009 — 2012  | 82       | 5      | 17      | 2013                         | Caterham F1               | 19       | 0      | 0            | 0       |
| Эстебан Гутьеррес  | 2011 — 2012  | 41       | 4      | 9       | 2012 — 2013                  | Sauber F1                 | 59       | 0      | 0            | 0       |
| Макс Чилтон        | 2010 — 2012  | 62       | 2      | 4       | 2013 — 2014                  | Marussia                  | 35       | 0      | 0            | 0       |
| Брендон Хартли     | 2010 — 2012  | 12       | 0      | 0       | 2017 — 2018                  | Toro Rosso                | 24       | 0      | 0            | 0       |
| Маркус Эрикссон    | 2010 — 2013  | 83       | 3      | 13      | 2012 — 2018                  | Caterham F1               | 96       | 0      | 0            | 0       |
| Фелипе Наср        | 2012 — 2014  | 68       | 4      | 20      | 2015 — 2016                  | Sauber F1                 | 39       | 0      | 0            | 0       |
| Джолион Палмер     | 2011 — 2014  | 68       | 7      | 18      | 2012 — 2013                  | Renault                   | 37       | 0      | 0            | 0       |
| Александр Росси    | 2013 — 2015  | 48       | 4      | 11      | 2015                         | Manor Racing Team         | 5        | 0      | 0            | 0       |
| Стоффель Вандорн   | 2014 — 2015  | 43       | 11     | 25      | 2016 — 2018                  | Vodafone McLaren Mercedes | 41       | 0      | 0            | 0       |
| Рио Харьянто       | 2012 — 2015  | 90       | 3      | 7       | 2016                         | Manor Racing Team         | 12       | 0      | 0            | 0       |
| Антонио Джовинацци | 2016         | 22       | 5      | 8       | 2017, 2019                   | Sauber F1                 | 2        | 0      | 0            | 0       |
| Пьер Гасли         | 2014 — 2016  | 49       | 4      | 13      | 2017 — 2025                  | Toro Rosso                | 158      | 1      | 0            | 5       |
| Сергей Сироткин    | 2015 — 2016  | 46       | 3      | 4       | 2018                         | Williams                  | 21       | 0      | 0            | 0       |